# Прокуроновка
Прокуро́новка (рос. Прокуроновка) — село у складі Ташлинського району Оренбурзької області, Росія.
Стара назва — Прокуронка.

## Населення
Населення — 318 осіб (2010; 309 у 2002).
Національний склад (станом на 2002 рік):
- росіяни — 60 %